# Jean-Simon Leduc
Pour les articles homonymes, voir Leduc.
Jean-Simon Leduc est un acteur québécois. Il est surtout connu pour ses interprétations de Bruno dans L'Amour au temps de la guerre civile, pour lequel il a reçu une nomination  pour le prix Iris du meilleur acteur de soutien lors de la 18e gala du cinéma québécois et comme JP dans le film Chien de garde de Sophie Dupuis en 2018, pour lequel il a reçu une nomination au prix Iris du meilleur acteur aux 20e gala Québec Cinéma.

## Filmographie

### Cinéma
•  2014 : L'amour au temps de la guerre civile  de Rodrigue Jean : Bruno
- 2016 : Maudite Poutine de Karl Lemieux : Vincent
- 2017 : Et au pire, on se mariera de Léa Pool : Baz
- 2018 : Genèse de Philippe Lesage : Ricardo
- 2019 : Réservoir de Kim St-Pierre : Simon
- 2022 : Au grand jour d'Emmanuel Tardif (en)
- 2023 : Les Hommes de ma mère d'Anik Jean : Gaby[4]

### Télévision
- 2015 : Au secours de Béatrice : jeune blessé à la jambe
- 2015 : 30 vies : Cédric
- 2016 : Plan B : étudiant
- 2017 : Terreur 404 : Charles
- 2020 : Fugueuse : Christophe
- 2021 - 2023 : Alertes : Pascal Dubé
- 2023 : Stat : Guillaume
- 2024 : In Memoriam : Julien